# Schrozberg
Schrozberg ist eine Stadt im Landkreis Schwäbisch Hall im fränkisch geprägten Nordosten Baden-Württembergs. Der Stadtteil Riedbach ist von allen deutschen Städten und Gemeinden am weitesten von einer Küste entfernt.

## Geographie
Schrozberg liegt auf der Hohenloher Ebene am Oberlauf des Vorbachs und ist die nördlichste Gemeinde im Landkreis Schwäbisch Hall.

### Nachbargemeinden
Die Stadt grenzt im Westen an Mulfingen im Hohenlohekreis, im Norden an die Städte Niederstetten und Creglingen im Main-Tauber-Kreis, im Osten an die bayerische Stadt Rothenburg ob der Tauber im Landkreis Ansbach und im Süden an Blaufelden.

### Stadtgliederung
Die Stadt Schrozberg besteht aus sieben ehemals selbstständigen Gemeinden, heute Stadtteilen, und umfasst neben der Kernstadt Schrozberg 53 Dörfer, Weiler, Höfe und Einzelhäuser. Darüber hinaus gibt es im Gemeindegebiet von Schrozberg einige Wüstungen, das heißt heute nicht mehr bestehende Siedlungen.
Die Stadtteile und ihre Siedlungen:

#### Bartenstein
|  | - die ehemalige Residenzstadt Bartenstein mit Schloss - der Weiler Klopfhof - das Gehöft Wengertshof - die Wüstung Maisenwinkel |

#### Ettenhausen
|  | - das Dorf Ettenhausen, - die Weiler Ganertshausen, Hirschbronn, Mäusberg und Wittmersklingen - die Wohnplätze Mittelmühle und Walkersmühle - die Wüstung Höfleinswiesen |

#### Leuzendorf
|  | - das Dorf Leuzendorf - die Weiler Bossendorf, Funkstatt, Gemmhagen, Hechelein, Kleinbärenweiler, Spindelbach, Standorf, Windisch-Bockenfeld und Wolfskreut |

#### Riedbach
|  | - das Dorf Riedbach - die Weiler Eichholz, Eichswiesen, Gütbach, Heuchlingen, Hornungshof und Reichertswiesen - die Wohnplätze Fallhaus und Zollhaus - die Wüstungen Burg Altbartenstein, Burg Eichholz, Leopoldsweiler und Speckhartshof |

#### Schmalfelden
|  | - das Dorf Schmalfelden - die Weiler Großbärenweiler, Lindlein und Speckheim - die Wüstungen Deutenhofen, Flinshof, Konnenweiler, Ringertsweiler und Ruthmannsrot |

#### Schrozberg
|  | - die Kernstadt Schrozberg - die Weiler Kälberbach, Könbronn, Krailshausen, Kreuzfeld, Reupoldsrot, Sigisweiler und Zell - die Wohnplätze Berghaus, Obere Mühle und Schrozberg im Tal - die Wüstungen Murrental, Ölmüschel, Steinrugel und Untere Mühle |

#### Spielbach
|  | - das Dorf Spielbach - die Weiler Böhmweiler, Bovenzenweiler (Bonifaziusweiler), Enzenweiler, Heiligenbronn, Hummertsweiler, Obereichenrot und Untereichenrot - die Höfe Keitelhof und Schöngras. - die Wüstungen Molkenbiegel und Seehöfle (Fischhaus) |

### Flächenaufteilung
Nach Daten des Statistischen Landesamtes, Stand 2014.

## Geschichte

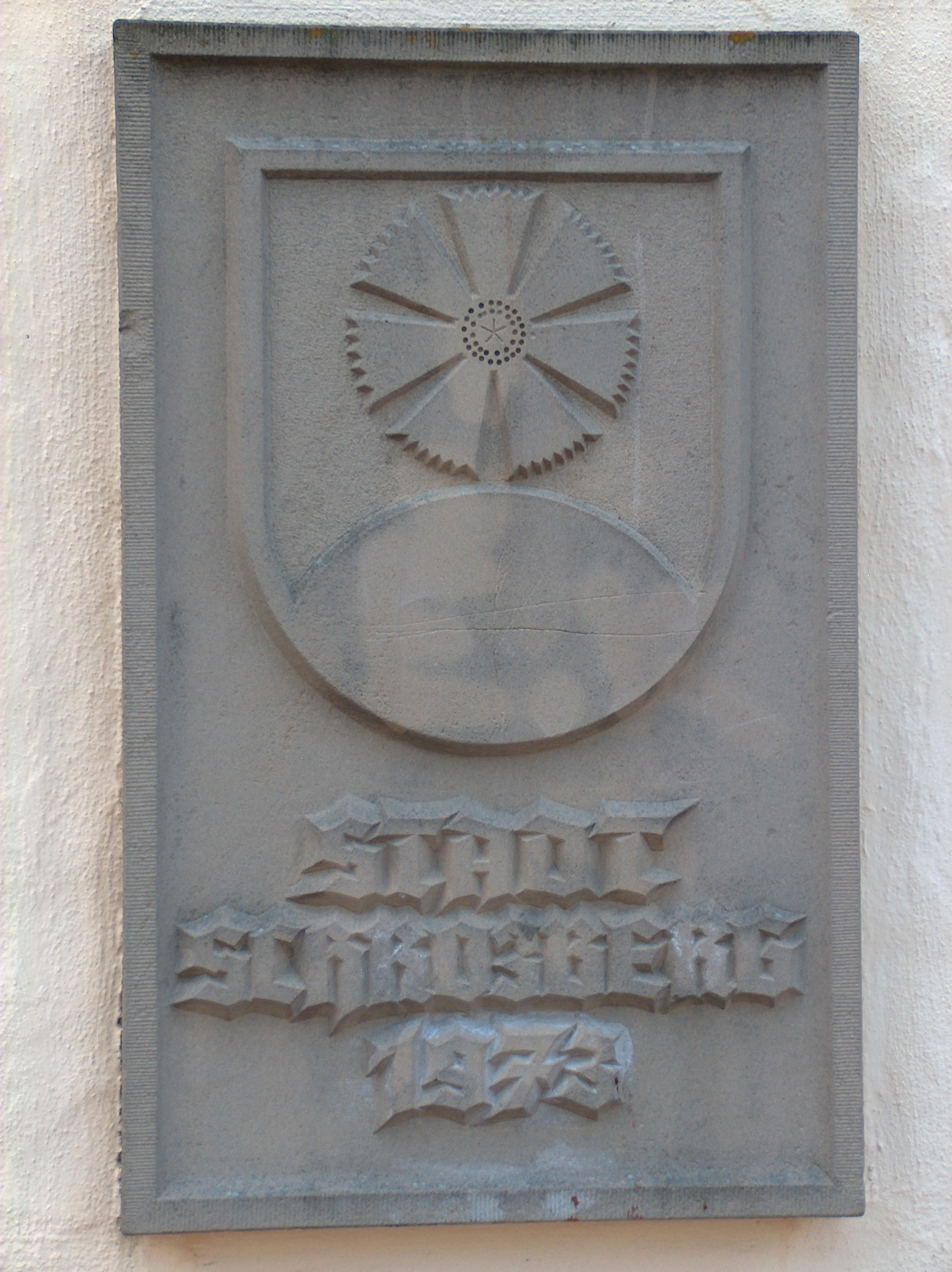
Gedenktafel zur Stadterhebung

### Frühe Geschichte
Das Gebiet der heutigen Stadt Schrozberg und deren Teilorte gehörten im Hochmittelalter zum Herzogtum Franken.
Der Weiler Windisch-Bockenfeld auf der Gemarkung von Leuzendorf gehört mit seinem Namenszusatz Windisch zu den westlichsten Orten, deren Name auf eine frühmittelalterliche slawische Besiedelung hindeutet. Auch der Name von Böhmweiler (4 km nördlich und etwas östlich) lässt eine slawische Vergangenheit vermuten.
Der Ort Schrozberg wurde erstmals 1249 urkundlich erwähnt. Aus dem Jahr 1054 stammt eine Urkunde, nach der Kaiser Heinrich III. den Grafen Emehard von Rothenburg mit dem Ort Riedbach belehnte. Bartenstein wurde 1234 erstmals urkundlich erwähnt und war seit 1686 Residenzstadt der Grafschaft und seit 1743 des Fürstentums Hohenlohe-Waldenburg-Bartenstein. Zwischen 1500 und 1806 war Hohenlohe ein Teil des Fränkischen Reichskreises, somit auch Schrozberg.

### Württembergische Zeit
Zwischen 1802 und 1810 fielen im Zuge der Mediatisierung alle Teilorte auf dem Gebiet der heutigen Stadt Schrozberg, die zuvor zum Fürstentum Hohenlohe-Bartenstein, zum Fürstentum Ansbach oder zur Reichsstadt Rothenburg gehört hatten, über ein zum Teil bayerisches Intermezzo an das Königreich Württemberg. Auf Grund des Grenzvertrags von 1810 wurden die bis dahin bayerischen Orte Leuzendorf und Spielbach ebenfalls württembergisch. Seit 1811 waren fast alle Orte der heutigen Stadt Schrozberg dem Oberamt Gerabronn zugeordnet. Ettenhausen gehörte zum Oberamt Künzelsau. 1869 führte die Eröffnung der Bahnstrecke Crailsheim–Königshofen mit der Station Schrozberg zum Anschluss an das Netz der Königlich Württembergischen Staats-Eisenbahnen. Bei der Verwaltungsreform während der NS-Zeit in Württemberg gelangte Schrozberg 1938 zum Landkreis Crailsheim.

### Nachkriegszeit
Da Schrozberg nach dem Zweiten Weltkrieg Teil der amerikanischen Besatzungszone geworden war, gehörte die Gemeinde somit seit 1945 zum neu gegründeten Land Württemberg-Baden, das 1952 im jetzigen Bundesland Baden-Württemberg aufging.
Die heutige Stadt Schrozberg entstand im Zuge der Verwaltungsreform in Baden-Württemberg durch mehrere Eingemeindungen. Am 1. Januar 1972 wurden zunächst Riedbach und Schmalfelden eingemeindet, am 1. April 1972 folgte Spielbach. Am 1. Januar 1973 wurde dann neben Leuzendorf auch die Stadt Bartenstein eingemeindet, woraufhin die Gemeinde Schrozberg selbst zur Stadt erhoben wurde. Ebenfalls am 1. Januar 1973 erfolgte die Kreisreform in Baden-Württemberg, bei der die neue Stadt Schrozberg zum Landkreis Schwäbisch Hall kam. Am 1. Januar 1974 erfolgte noch die Eingemeindung von Ettenhausen in die Stadt Schrozberg.

## Einwohnerentwicklung
| Jahr | Einwohner | Quelle |
| ---- | --------- | ------ |
| 1847 | 1713      | [ 10 ] |
| 1852 | 1641      | [ 11 ] |
| 1871 | 1748      | [ 11 ] |
| 1880 | 1851      | [ 11 ] |
| 1890 | 1927      | [ 11 ] |
| 1900 | 1808      | [ 11 ] |
| 1910 | 1768      | [ 11 ] |
| 1925 | 1767      | [ 11 ] |
| 1933 | 1654      | [ 11 ] |
| 1939 | 1696      | [ 11 ] |
| 1950 | 2173      | [ 11 ] |
| 1956 | 2242      | [ 11 ] |

| Jahr | Einwohner | Quelle |
| ---- | --------- | ------ |
| 1961 | 5364      | [ 12 ] |
| 1970 | 5849      | [ 12 ] |
| 1987 | 5292      | [ 12 ] |
| 1995 | 6169      | [ 13 ] |
| 2001 | 6223      | [ 13 ] |
| 2006 | 6019      | [ 13 ] |
| 2011 | 5740      | [ 13 ] |
| 2015 | 5651      | [ 13 ] |
| 2018 | 5741      | [ 13 ] |
| 2021 | 5863      | [ 13 ] |
| 2022 | 5908      | [ 13 ] |

## Politik

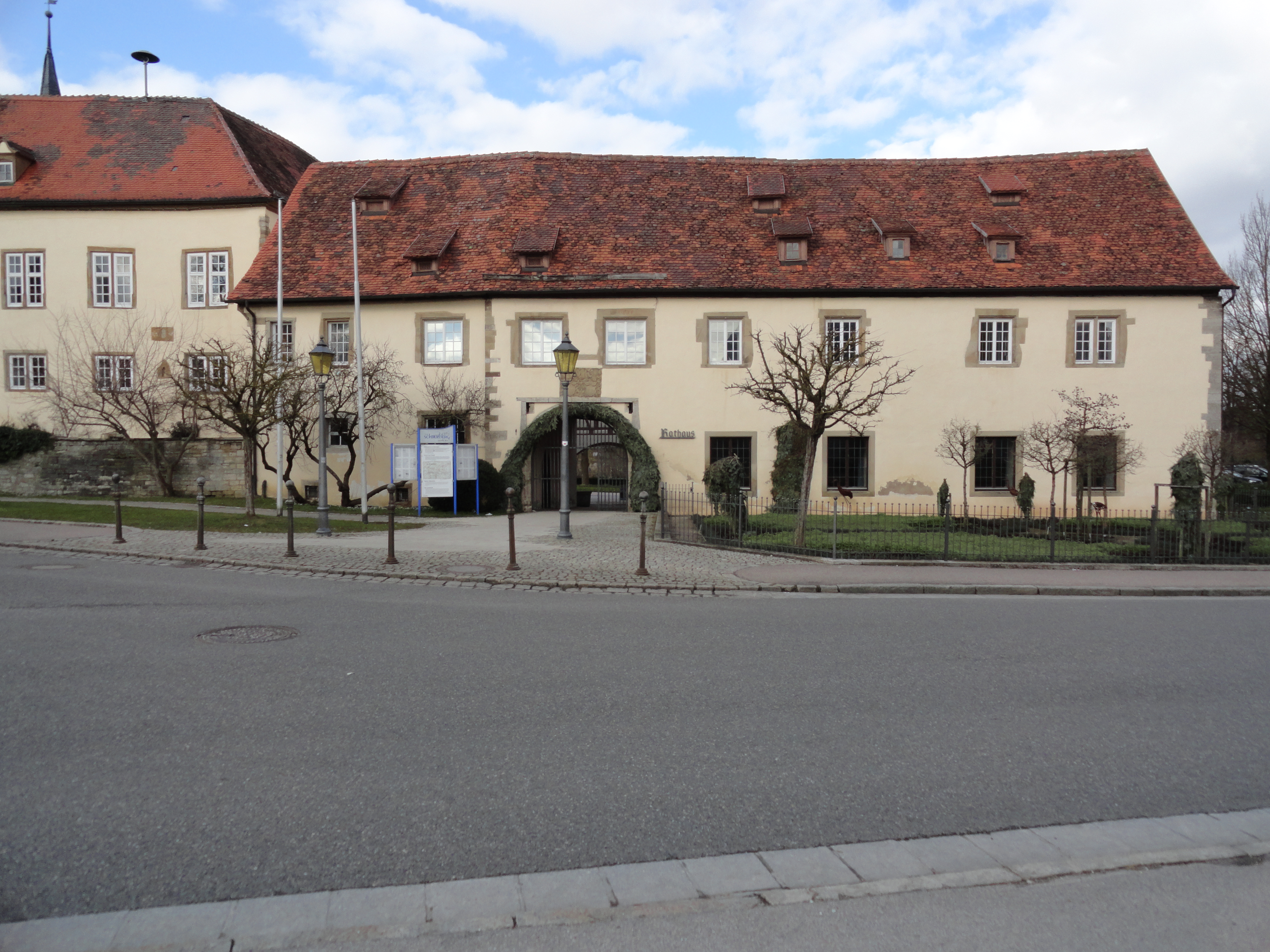
Rathaus Schrozberg

### Gemeinderat
In Schrozberg wird der Gemeinderat nach dem Verfahren der unechten Teilortswahl gewählt. Dabei kann sich die Zahl der Gemeinderäte durch Überhangmandate verändern. 2024 umfasst der Gemeinderat unverändert 23 Personen. Er besteht aus den gewählten ehrenamtlichen Gemeinderäten und der Bürgermeisterin als Vorsitzende. Die Bürgermeisterin ist im Gemeinderat stimmberechtigt.
Die Kommunalwahl am 9. Juni 2024 führte zu folgendem Endergebnis.
| Parteien und Wählergemeinschaften | Parteien und Wählergemeinschaften           | % 2024  | Sitze 2024 |        | % 2019 | Sitze 2019 |
| FWV                               | Freie Wählervereinigung                     | 43,34   | 10         | 42,9   | 10     |            |
| CDU                               | Christlich Demokratische Union Deutschlands | 35,08   | 8          | 28,2   | 6      |            |
| WfJ                               | Wahlgemeinschaft für Jedermann              | 18,50   | 4          | 11,8   | 4      |            |
| SPD                               | Sozialdemokratische Partei Deutschlands     | 3,08    | 1          | 11,2   | 3      |            |
| Gesamt                            | Gesamt                                      | 100 %   | 23         | 100 %  | 23     |            |
| Wahlbeteiligung                   | Wahlbeteiligung                             | 57,97 % | 57,97 %    | 56,0 % | 56,0 % |            |

### Bürgermeister
- Georg Philipp Ernst Wolf (geb. am 8. April 1798) vom Dezember 1835 bis 2. Mai 1867
- Johann Paul Dallinger (geb. am 28. Juni 1883, verst. am 9. April 1900) vom 2. Mai 1867 bis 9. April 1900
- Friedrich Scheuermann (geb. am 28. März 1866) vom 26. Mai 1900 bis 15. August 1917
- Friedrich Gottert (geb. am 19. Februar 1882) vom 15. Dezember 1917 bis 31. Dezember 1927
- Wilhelm Hirschburger (geb. am 27. Oktober 1901) vom 2. Januar 1928 bis 1945
- Max Kunert (geb. am 3. September 1905, verst. am 5. Februar 1946) von 1945 bis 5. Februar 1946
- Rudolf Neu (geb. am 9. Mai 1921, verst. am 27. September 2011) vom 30. März 1946 bis 21. Februar 1986
- Klemens Izsak (geb. am 14. Dezember 1954) vom 1. März 1986 bis 30. Juni 2016
- Jacqueline Förderer (geb. 1988) seit 1. Juli 2016

### Wappen
Die Blasonierung des Wappens lautet: In Gold über einem grünen Berg eine blaue Kornblume.

## Kultur und Sehenswürdigkeiten

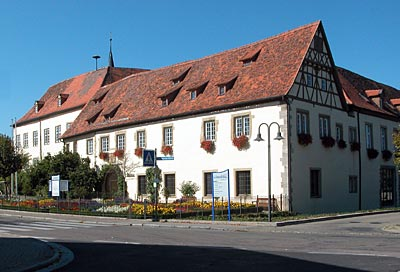
Schloss Schrozberg

### Bauwerke
Siehe auch: Liste der Kulturdenkmale in Schrozberg

#### Schloss Schrozberg
Im Hauptort selbst ist das über mehrere Jahrhunderte entstandene Schloss Schrozberg sehenswert. Das Schloss ist heute Sitz der Stadtverwaltung Schrozberg. Weiterhin beherbergt es einen Veranstaltungssaal, das Zahn-Museum mit Apparaturen aus den 1950er Jahren sowie gewerblich genutzte Räume.

#### Evangelische Kirche Schrozberg

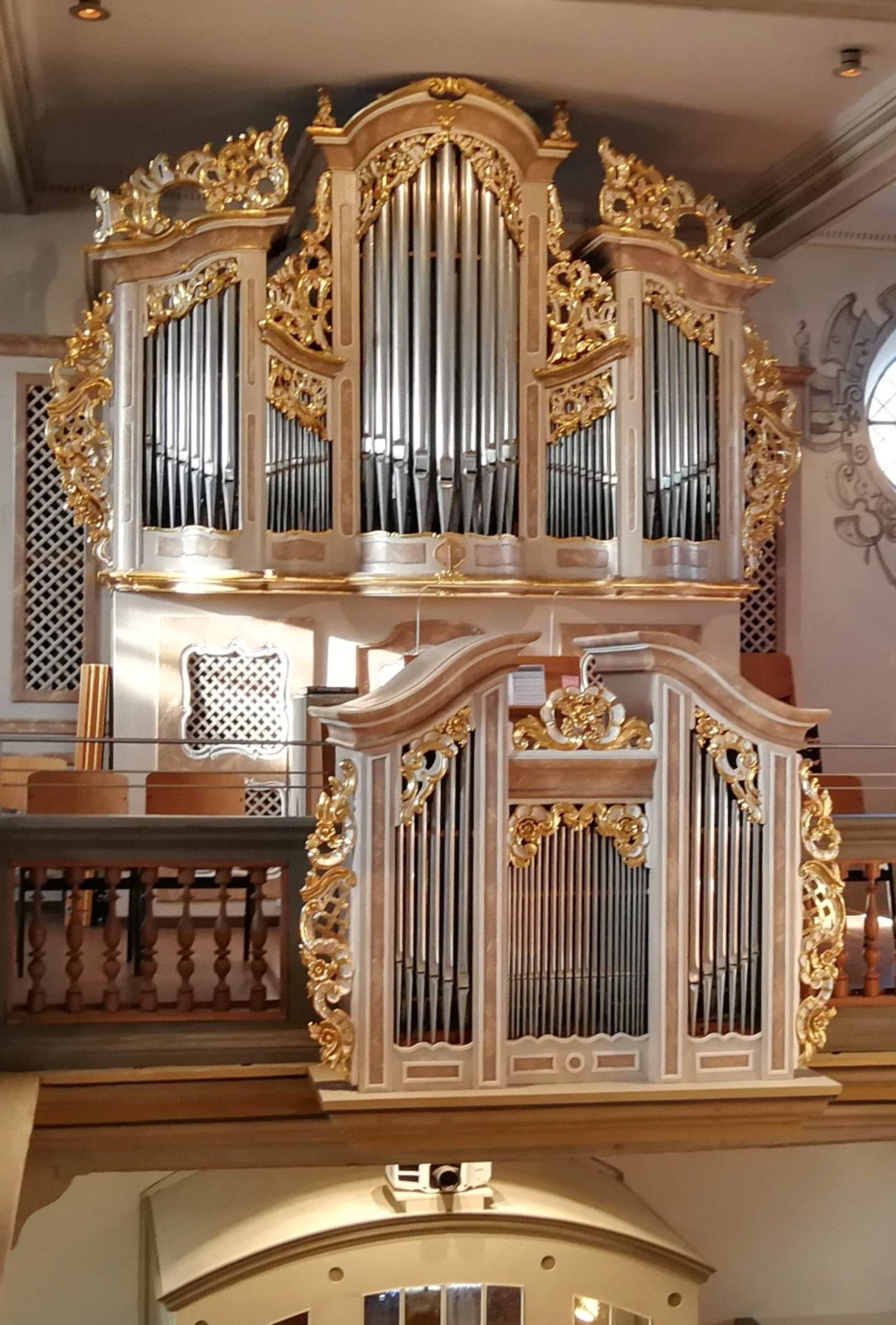
Orgel in der evangelischen Kirche Schrozberg

Die evangelische Kirche wurde in den Jahren 1614 bis 1618 erbaut. Der Innenraum ist mit einem schwarzweißen und dreidimensional wirkenden Roll- und Beschlagwerk aus der Renaissancezeit ausgemalt. Dabei handelt es sich in großen Teilen um die ursprüngliche Ausmalung, die bei einer Innenrenovierung 1961/1962 wieder freigelegt, teilweise auch ergänzt und rekonstruiert wurde.

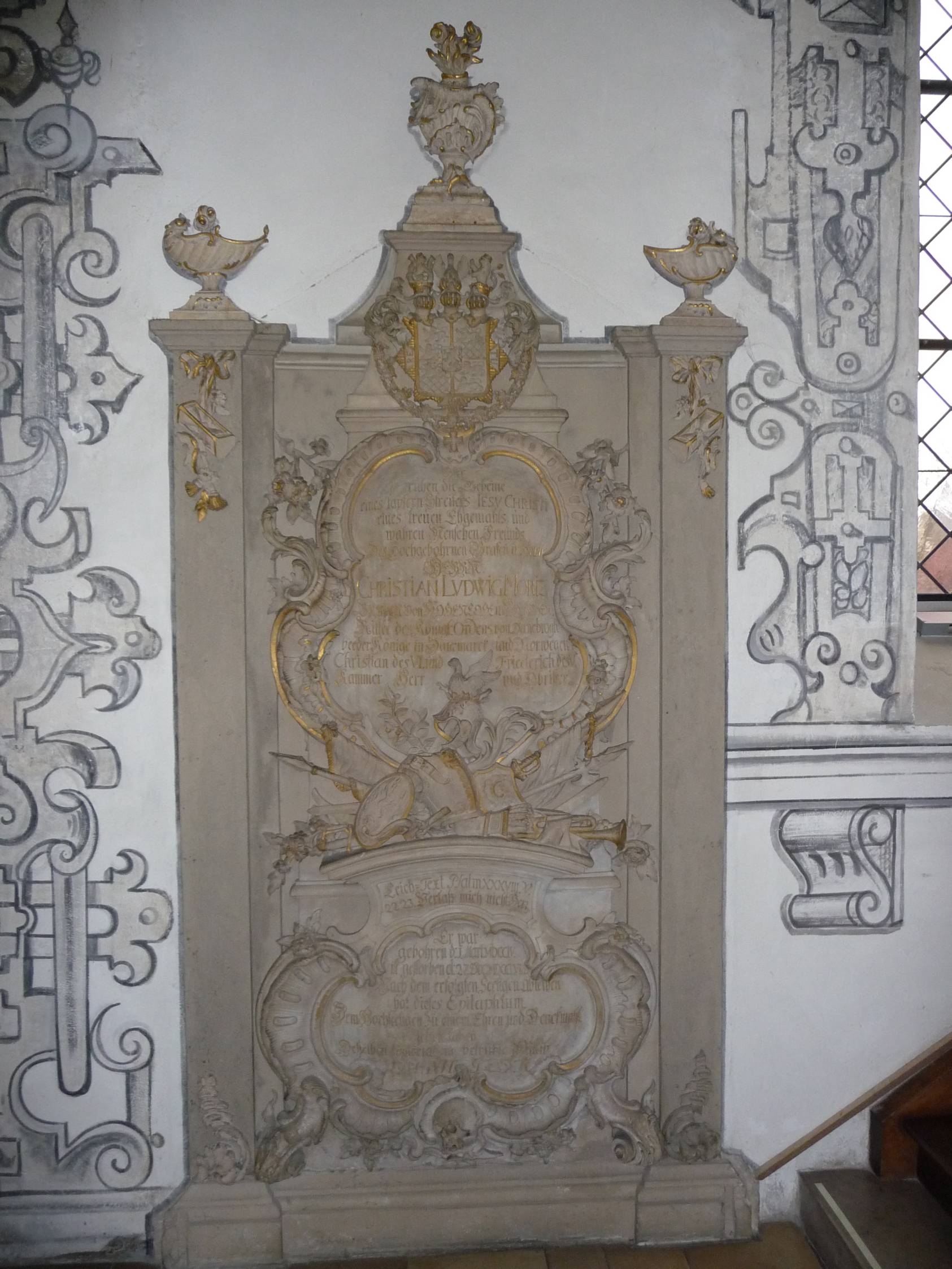
Epitaph von Christian Ludwig Moritz von Hohenlohe. Am Bildrand ist das Roll- und Beschlagwerk erkennbar

In der Kirche befinden sich sechs Epitaphe der Herren von Berlichingen und des Hauses Hohenlohe, die überwiegend noch aus der Vorgängerkirche stammen. Weiterhin verfügt die Kirche über eine denkmalgeschützte, 1962 von Helmut Bornefeld entworfene und durch die Gebrüder Link erbaute Orgel in einem historischen Prospekt von Johann Anton Ehrlich aus dem Jahr 1779. Von 2016 bis 2018 erfolgte eine grundlegende Renovierung des Kircheninneren. Lose Putze wurden wieder mit dem Mauerwerk verbunden, das Rollwerk wurde aufgefrischt und der Hochaltar gereinigt. Zusätzlich zu den neuen Elektroinstallationen wurde ein Beleuchtungskonzept erstellt und umgesetzt.

#### Schrozburg
Am Ortsrand befinden sich Reste der ehemaligen Schrozburg.

#### Bartenstein

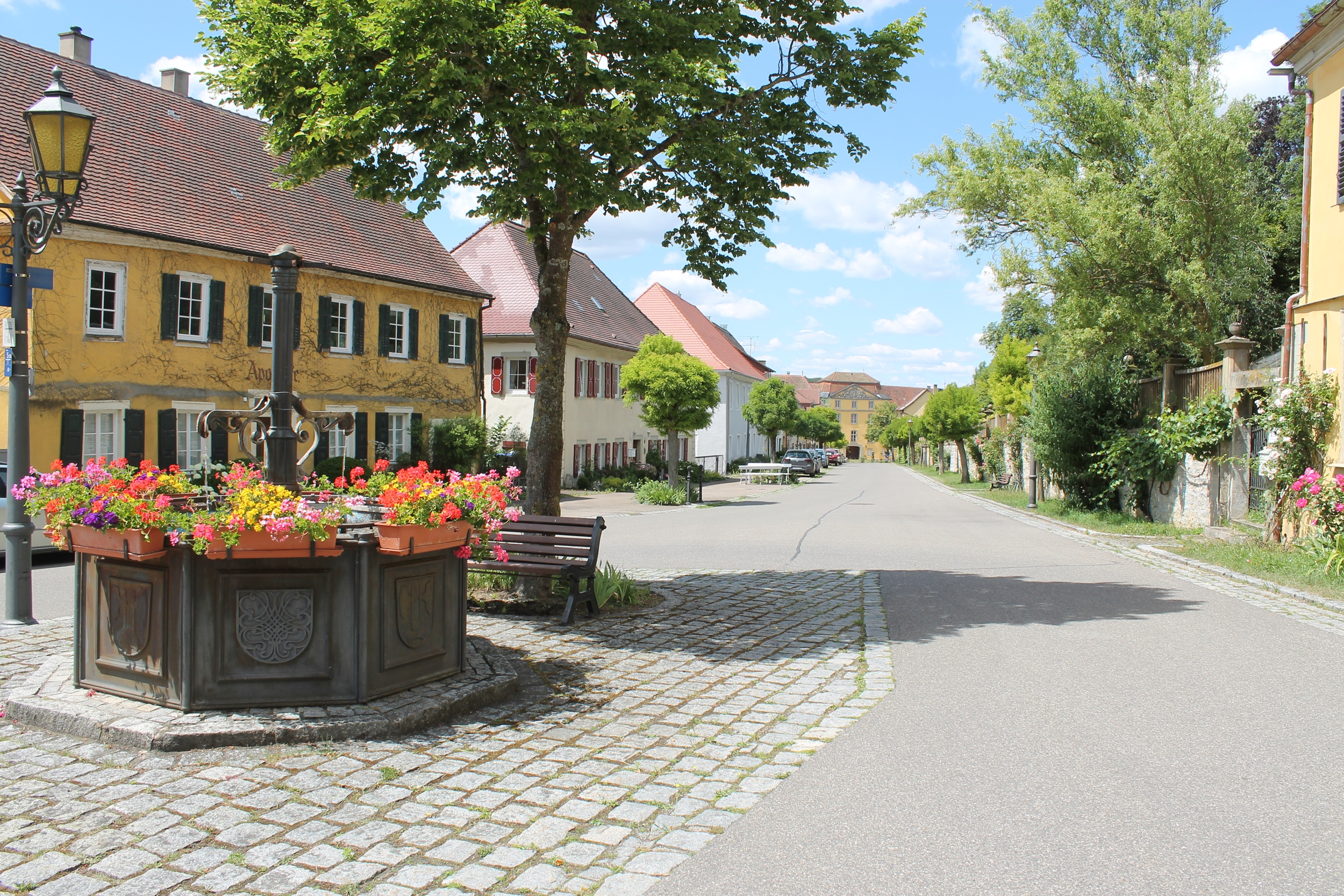
Historische Altstadt Bartenstein mit Barockschloss

Der Teilort Bartenstein ist in Deutschland ein einmaliges Beispiel einer geplanten, rein barocken Kleinresidenz, bestehend aus der historischen Stadtanlage mit dem Schloss der Fürsten zu Hohenlohe-Bartenstein.

#### Ettenhausen

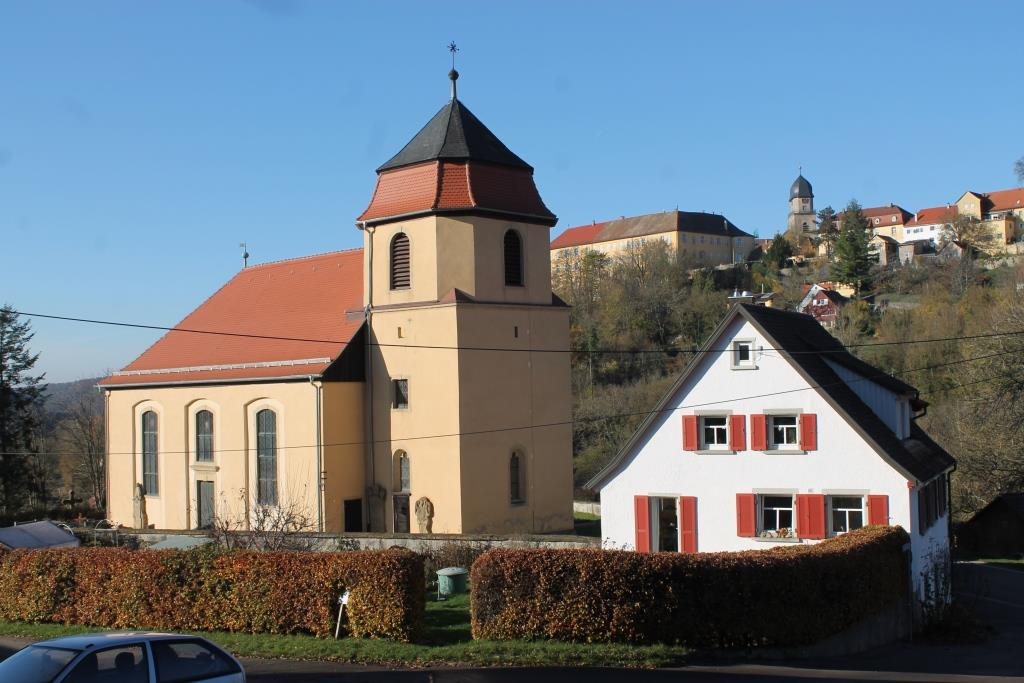
Evangelische Kirche Ettenhausen, Umbau 1785 mit Turm aus dem 13. Jahrhundert

1785 begann der Umbau der maroden Kirche aus dem 13. Jahrhundert. Die Pläne gehen auf Johann David Steingruber, Baudirektor des Markgrafen von Ansbach Brandenburg zurück. Baumeisters Ernst, Hofbaumeister der Fürsten von Hohenlohe-Bartenstein überwachte die Baumaßnahmen. Kirchenschiff und Kirchturm wurden nahezu vollständig abgetragen. Nur im unteren Teil des Turms mit seinen meterdicken Mauern haben sich Reste vom trutzigen Bauwerk des 13. Jahrhunderts erhalten.
Seit ihrem Umbau ist die Ettenhauser Kirche im Stil des ländlich regionalen Barock, mit deutlich klassizistischen Einflüssen der folgenden Epoche ausgestattet. Damals entstand auch die eindrucksvolle Ansbacher Kanzelwand, bei der Altar, Kanzel und Orgel mit Orgelprospekt übereinander im Ostteil der Kirche angeordnet sind. Die Idee dieser Kanzelwände entstand in Ansbach und Bayreuth im 18. Jahrhundert, geht auf Baumeister Johann David Steingruber zurück und wird Markgrafenstil genannt. Die qualitätvolle Bemalung der Kanzelwand, die Vergoldungs- und Holzarbeiten führte der fürstliche Hofmaler Martin Emmert aus Bartenstein unentgeltlich als persönliche Spende aus. Die Orgel stammt von Philipp Heinrich Hasenmeier (1700–1785) aus Kirchberg/Jagst. Damit die Kirche mehr Besucher fassen kann, entstand auch die große Empore. Die Kirchenbänke auf Empore gegenüber der Kanzelwand waren ursprünglich für die männlichen Besucher vorgesehen. Die Inschrift am Südportal erinnert an den Auftraggeber des Umbaus von 1785, den Fürsten Ludwig Carl Franz Leopold zu Hohenlohe-Waldenburg-Bartenstein.

#### Riedbach
Bei dem Stadtteil Riedbach befinden sich auf einem Bergsporn noch geringe Reste der mittelalterlichen Burg Alt-Bartenstein und an der Riedbacher Straße Reste der Burg Riedbach.

#### Evangelische Kirche von Riedbach

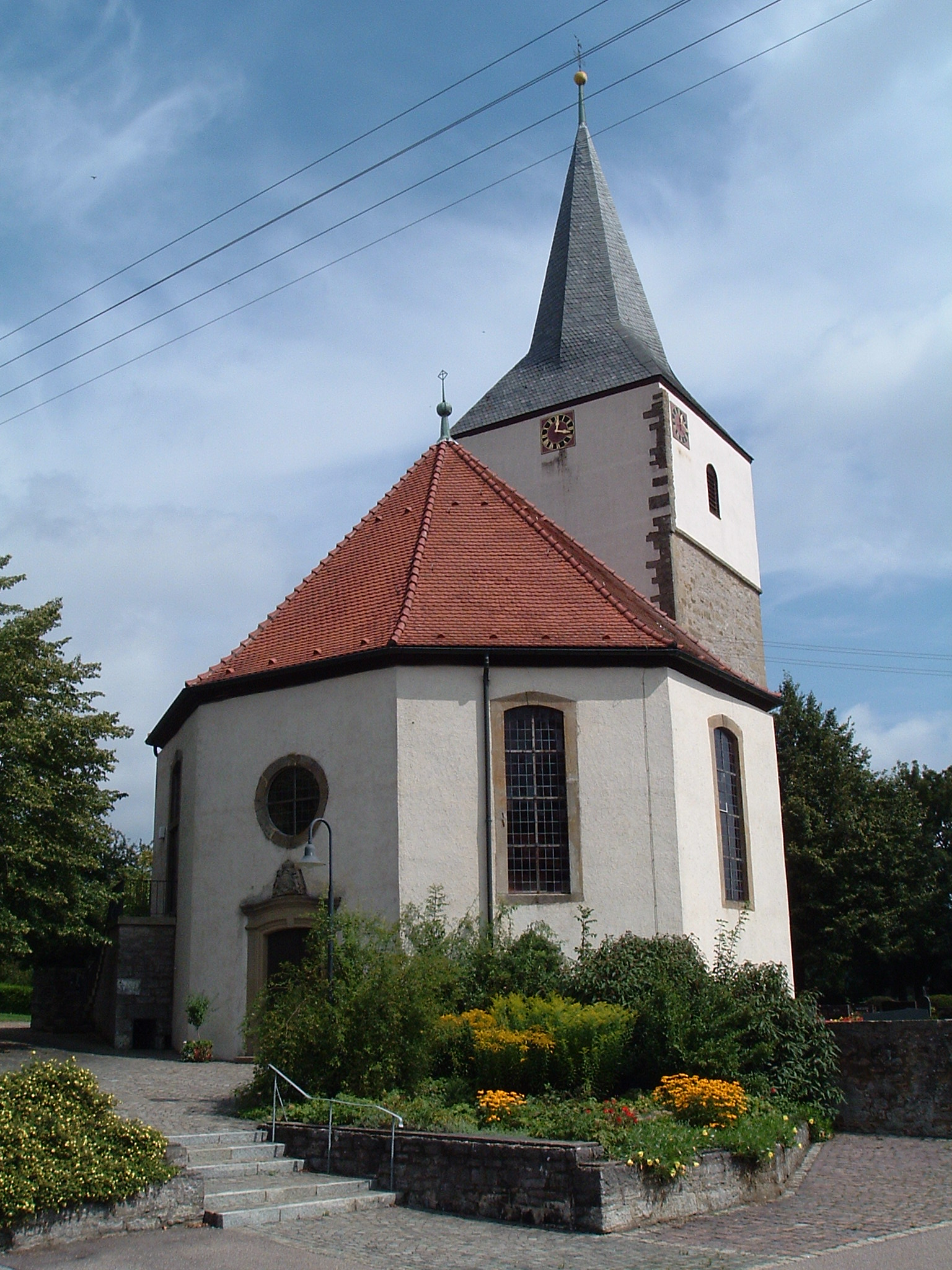
Evangelische Kirche Riedbach, Neubau 1762, nach Plänen von Gallasini

Fürst Ludwig Leopold zu Hohenlohe Bartenstein genehmigte den Neubau der vom Blitzeinschlag nahezu zerstörten Kirche und übernahm die Baukosten. 1762 lieferte der fürstbischöflich-fuldaische Hofbaumeister Andrea Gallasini die Risszeichnungen. Er erhielt dafür 1250 Gulden. (Eine Haushälfte am Schlossplatz in Bartenstein kostete zur gleichen Zeit 500 Gulden, das Jahresgehalt des Hofmarschalls von Bartenstein betrug 300 Gulden) Der exakte Bauauftrag mit den einzelnen Bauabschnitten hat sich im Hohenlohe-Zentralarchiv Neuenstein erhalten, die Bauzeichnungen sind leider verschollen. Hofmaurermeister Andreas Bader aus Bartenstein arbeitete eng mit Gallasini zusammen. Die marode Kirche wurde bis auf die Grundmauern abgerissen und das Kirchenschiff erhielt die heutige achteckige Form. Die Innenausstattung der Kirche, der Altar und die Orgel finanzierte die Kirchengemeinde mit Spenden. An der großen Einweihungsfeier nahm Baumeister Andreas Gallasini in seiner Eigenschaft als Hohenlohisch Bartensteinischer Baudirektor teil. Er starb 1766 hoch betagt im Alter von 86 Jahren in Bartenstein.

### Regelmäßige Veranstaltungen
- Zu erwähnen ist das seit 1950 alljährlich im Juli stattfindende traditionelle Jacobifest (in Nachfolge des Simon-und-Juda-Markts, der bis dahin seit 1488 jährlich um den 28. Oktober stattgefunden hatte).
- Rund um das Schloss findet immer am dritten Adventswochenende der Weihnachtsmarkt statt.
- An sechs Abenden wird seit 2008 das Open-Air-Kino in der letzten Juliwoche veranstaltet.
- Jeden Ostermontag findet im Stadtteil Bartenstein der Ostermarkt mit großem Floh- und Trödelmarkt statt.
- Jedes Jahr am dritten August-Wochenende findet im Stadtteil Leuzendorf das Tennisfest mit Kunsthandwerkermarkt statt.

## Wirtschaft und Infrastruktur

### Verkehr
Schrozberg ist über die Bundesstraße 290 von Tauberbischofsheim nach Westhausen und mehrere Landes- und Kreisstraßen an das Straßennetz angebunden. Außerdem liegt die Stadt an der eingleisigen Bahnstrecke Crailsheim–Königshofen. Am Bahnhof Schrozberg halten im Stundentakt Züge Richtung Aschaffenburg und Crailsheim. Bei dem Eisenbahnunfall von Schrozberg, einem Zusammenstoß zweier Personenzüge nahe Schrozberg, wurden am 11. Juni 2003 sechs Menschen getötet, 25 weitere verletzt.
Durch eine Alltagsroute aus dem Radnetz Baden-Württemberg ist Schrozberg über Blaufelden und Rot am See mit Crailsheim und in der anderen Richtung über Niederstetten und Weikersheim mit Bad Mergentheim verbunden.
Im Ortsteil Leuzendorf liegt das Segelfluggelände Leuzendorf.

### Ansässige Unternehmen
In Schrozberg ist das Automobil-Zulieferunternehmen Koninklijke Nedschroef Holding (vormals Whitesell Germany, Ruia Global Fasteners und zuvor Acument, ursprünglich SÜKOSIM) mit einem Produktionsstandort vertreten. Dort werden hauptsächlich Muttern für den Kraftfahrzeugbereich hergestellt.
Die in Schrozberg ansässige Molkereigenossenschaft Hohenlohe-Franken eG stellt mit dem Markennamen Schrozberg aus Biomilch nach Demeter-Richtlinien eine große Anzahl an Milchprodukten her.
Die Landwirtschaftliche Bezugs- und Verwertungsgenossenschaft LBV Raiffeisen eG, bekannt als LBV Schrozberg mit zahlreichen Verkaufsstellen in der Region, hat in der Stadt ihren Hauptsitz und betreibt das dortige Lagerhaus mit dem 52 Meter hohen, weithin sichtbaren LBV-Turm.
Das Textilunternehmen Hakro hat seinen Hauptsitz in Schrozberg sowie ein Logistikzentrum im dortigen Gewerbegebiet Herdwiesen. Die Harry-Kroll-Foundation hat hier ihren Ursprung.

### Bildung
Es besteht die Grund-, Haupt- und Realschule mit Werkrealschule Schrozberg mit etwa 670 Schülern.
Im Lesetreff können neben Büchern auch Zeitschriften, Hörbücher, DVDs und CDs ausgeliehen werden. Der Medienbestand umfasst 11.500 Medien; 2018 wurden 47.000 Ausleihen erreicht. Bis zum Januar 2020 war die Stadtbücherei im Schrozberger Schloss untergebracht, seither werden die Medien in einem Neubau an der Bahnhofstraße bereitgehalten.

## Vereine
Die Freiwillige Feuerwehr Schrozberg besteht aus den fünf Abteilungen Schrozberg, Leuzendorf, Schmalfelden, Schrozberg-West und Spielbach. Rund 170 Feuerwehrleute sind in den Abteilungen aktiv. Außerdem gibt es eine Kinder- und Jugendfeuerwehr sowie eine Altersabteilung.
Der Turn- und Sportverein Schrozberg wurde 1864 als Turngemeinde Schrozberg gegründet und besteht heute aus den Abteilungen Fußball, Leichtathletik, Turnen, Tischtennis, Tennis, Badminton und Volleyball.
Der Gesangverein Liederkranz Schrozberg wurde 1856 gegründet und besteht momentan aus zwei Chören: dem seit dem Gründungsjahr bestehenden Männerchor sowie dem zu einem späteren Zeitpunkt gegründeten gemischten Chor, der gleichzeitig Kirchenchor der evangelischen Kirchengemeinde ist. Der Liederkranz unterhält seit 1992 eine Chorpartnerschaft mit dem französischen Chorale du Trion aus der Nähe von Le Mans.
Seit 1998 gibt es außerdem den DPSG-Pfadfinderstamm Santiago Schrozberg, der neben der katholischen Kirche seine Räumlichkeiten hat und an die 100 Mitglieder zählt.

## Sonstiges
Auf der Gemarkung des Stadtteils Schmalfelden befindet sich das Fuchslabyrinth, die viertlängste Höhle Deutschlands.
Der Stadtteil Riedbach gilt mit 463 km Luftlinie als am weitesten von der Küste entfernter Ort Deutschlands.
Von Juli 1947 bis 1953 befand sich die Württembergische Landwirtschaftliche Genossenschaftsschule in Schrozberg. Sie war der Vorläufer der heutigen Geno-Akademie, dem Bildungszentrum des Württembergischen Genossenschaftsverbands in Stuttgart-Hohenheim. Die Schule wurde auf Initiative des damaligen Verbandspräsidenten Eugen Grimminger eröffnet.

## Persönlichkeiten

### Ehrenbürger
- Hermann Kellermann
- Rudolf Neu (1921–2011)
- Günter Drews (1920–2009)

### Söhne und Töchter der Stadt
- Schrotzberger († 1662), Pfarrerssohn, im Dreißigjährigen Krieg Proviantschreiber und Sekretär kaiserlicher Truppen, ab 1625 Kastner von Neustadt an der Aisch, 1632 für vier Wochen von einer Forchheimer Streifpartei gefangen und gegen Lösegeld wieder freigesetzt, 1637 nach Wunsiedel versetzt[19]
- Joseph Christian Franz zu Hohenlohe-Waldenburg-Bartenstein (1740–1817), geboren in Bartenstein, letzter Fürstbischof von Breslau
- Karl Thomas zu Löwenstein-Wertheim-Rosenberg (1783–1849), geboren auf Schloss Bartenstein, österreichischer Offizier, württembergischer Standesherr
- August Bomhard (1787–1869), geboren in Schmalfelden, Dekan in Augsburg, berühmter Prediger der Erlanger Theologie
- Johann Leonhard Sachs (1843–1899), geboren in Schmalfelden, Bürgermeister und Stadtschultheiß in Crailsheim und Landtagsabgeordneter
- Johannes zu Hohenlohe-Bartenstein (1863–1921), geboren auf Schloss Bartenstein, Oberhaupt des Hauses Hohenlohe-Bartenstein, württembergischer Standesherr
- Karl Bohnenberger (1863–1951), geboren in Riedbach, Germanist und Bibliothekar
- Hans Hetzel (1870–1949), geboren in Bartenstein, Mitglied des Reichstages (Wirtschaftspartei)
- Paul Wolf (1879–1957), Stadtbaurat in Hannover und Dresden
- Martin Lang (1883–1955), geboren in Leuzendorf, Schriftsteller
- Fritz Hayn (1885–1968), Chorleiter und ab 1923 Organist am Ulmer Münster
- Ernst Sachs (1890–1977), geboren in Schmalfelden, erfand den elektrischen Lötkolben und gründete die Firma ERSA
- Karl Albrecht (1891–1955), Erziehungswissenschaftler
- Friedrich (1927–2006) und Hans Baur (1929–2020), Industriemanager (u. a. Siemens)
- Dieter Bimberg (* 1942), Physiker

### Weitere Persönlichkeiten, die mit der Stadt in Verbindung stehen
Siehe auch: Bartenstein (Schrozberg) #Persönlichkeiten